# Bristol HG

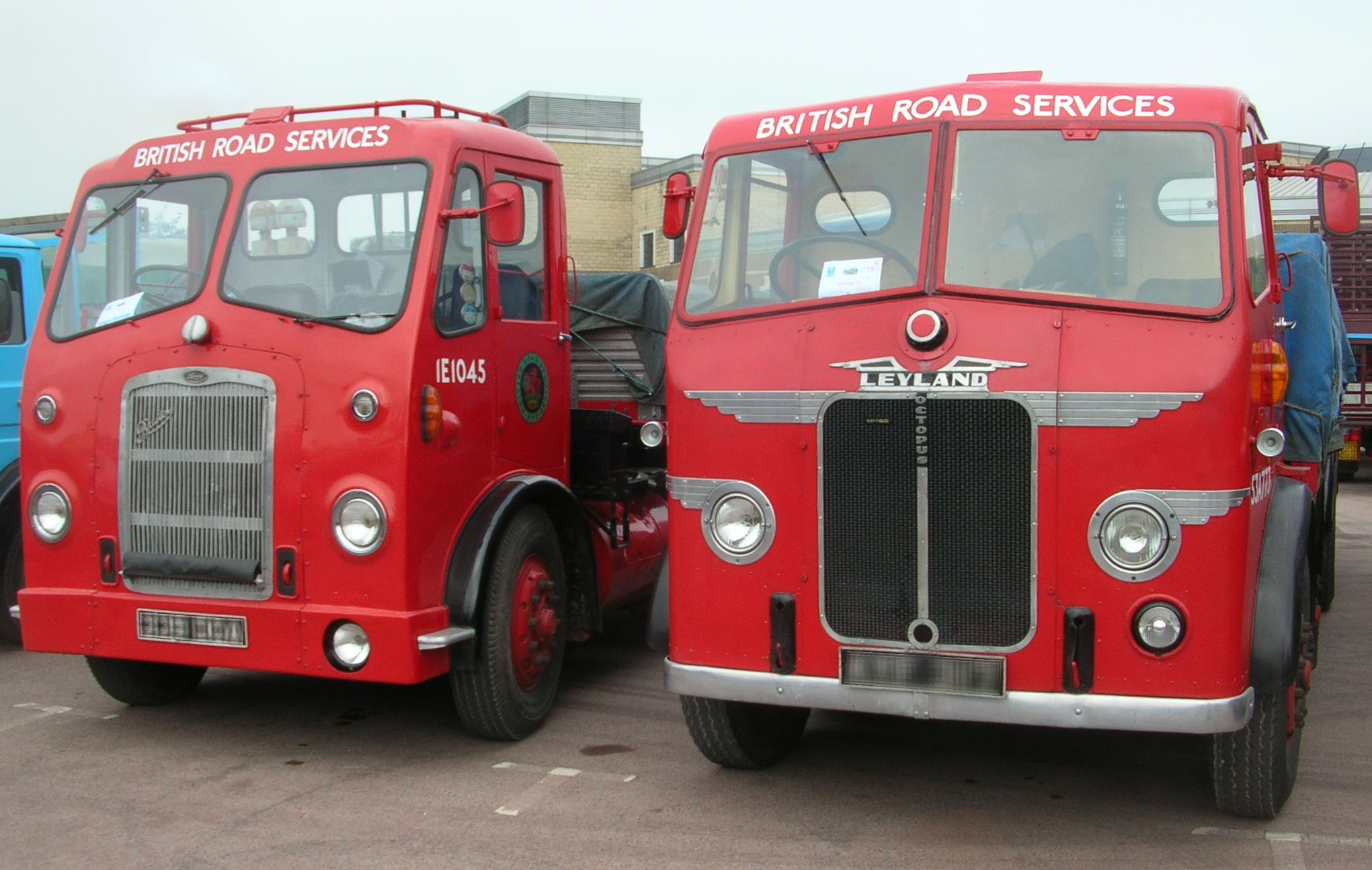
Bristol HG, Baujahr 1961 (links)

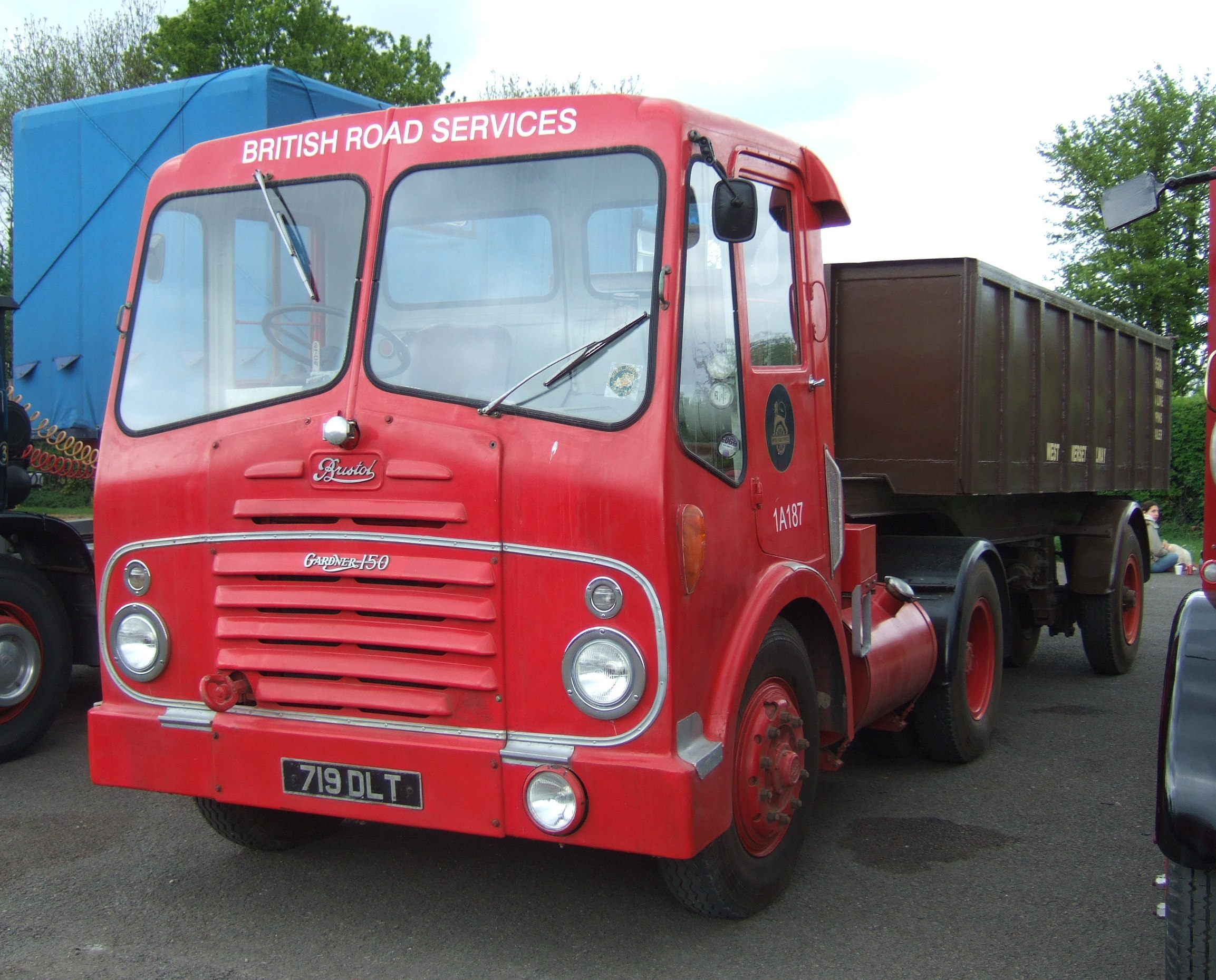
Bristol HA mit Gardner-Dieselmotor

Der Bristol HG war ein Lastkraftwagen, der vom britischen Hersteller Bristol Commercial Vehicles produziert wurde. Die Bezeichnung HG steht dabei für Heavy Goods (Schwerlast), wird aber gelegentlich zur Unterscheidung von der Sattelschlepperversion HA (Heavy goods Articulated) als Heavy goods riGid dechiffriert.
Das Fahrzeug wurde ausschließlich für die staatlichen British Road Services (BRS) gebaut. Bristol Commercial war im Zuge der Verstaatlichung der britischen Transportindustrie unter die Kontrolle der British Transport Commission gelangt und ab 1965 eine Tochterfirma der Holdinggesellschaft Transport Holding Company, die aus der British Transport Commission hervorgegangen war. Bristol Commercial durfte Fahrzeuge und Chassis nur an andere Teile der British Transport Commission bzw. andere Töchter der Transport Holding Company verkaufen. Die British Road Services waren für den Güterfernverkehr im Vereinigten Königreich zuständig. Unmittelbar nach dem Zweiten Weltkrieg herrschte in Großbritannien ein spürbarer Mangel an schweren Lkw. Viele kleine Transportunternehmen waren nicht ausreichend leistungsstark, um Lastkraftwagen für den Fernverkehr zu beschaffen und zu betreiben. Die daraus resultierenden Probleme im Transportgewerbe waren ein Grund für die Bildung der BRS. Zur Behebung des Mangels gab BRS den Auftrag zur Entwicklung eines schweren, vierachsigen Fahrgestells mit einer zulässigen Gesamtmasse von 22 Tonnen. Ähnliche Fahrzeuge waren der Leyland Octopus und AEC Mammoth Major 8.
Bristol Commercial hatte keinerlei Erfahrung in der Entwicklung schwerer vierachsiger Lkw, insbesondere die Konstruktion der beiden lenkbaren Vorderachsen bereitete Probleme. Die BRS überließ Bristol Commercial daher leihweise drei Chassis verschiedener Hersteller zu Evaluierungszwecken. Die Erprobungen zeigten auch, dass der von Bristol Commercial entwickelte 8.14L-AVW-Motor für einen Betrieb des Fahrzeuges mit Anhänger zu leistungsschwach war. Daher wurde der O.600 von Leyland Motors, ein Dieselmotor mit 9,8 l Hubraum verwendet, später wurde dieser durch den O.680, ebenfalls von Leyland, ersetzt. Derartige Fahrzeuge erhielten die Typenbezeichnung HG6L (Heavy Goods – 6-Zylindermotor von Leyland). Die ersten Fahrzeuge wurden ab 1952 ausgeliefert. Die Gesamtlänge des Chassis betrug 29 Fuß 10 Zoll (9,1 m). Der Motor trieb über die Kupplung und ein Bristol-Fünfganggetriebe die einfach übersetzte Hinterachse an. Dies wurde als ausreichend erachtet, da die Lkw nur im Vereinigten Königreich eingesetzt werden sollten. Das Differential mit Kegelrädern von Bristol Commercial mit einer Übersetzung von 6,33:1 war über eine Luke in der Ladefläche zugänglich. Die Druckluftbremse von Westinghouse wirkte auf die erste, dritte und vierte Achse. Die Bordnetzspannung betrug 24 V. Der Tank mit einem Fassungsvermögen von 32 Gallonen (ca. 145 Liter) ermöglichte eine Reichweite von ungefähr 300 Meilen (ungefähr 482 km). Die Frontlenkeraufbauten kamen von verschiedenen Herstellern. Die Produktion des HG endete bereits nach vier Jahren 1956.
Außer der Pritschenausführung HG wurde ab 1955 auch der Sattelschlepper HA produziert. Bis 1964 wurden 653 Stück an die BRS ausgeliefert. Im Unterschied zum HG hatte er nur zwei Achsen. Da der O.680-Motor im praktischen Einsatz problematisch war, wurde für die letzten Fahrzeuge der 6LX von Gardner, ebenfalls ein Sechszylinder-Dieselmotor, eingesetzt. Zusammen mit diesem Motor wurde auch ein Sechsganggetriebe eingebaut. Diese Fahrzeuge erhielten die Typenbezeichnung HG6G (Heavy Goods – 6-Zylindermotor von Gardner). Insgesamt wurden 946 HA gebaut, die für eine Gesamtmasse von 24 t zugelassen waren.